# Carl Wilhelm Oseen

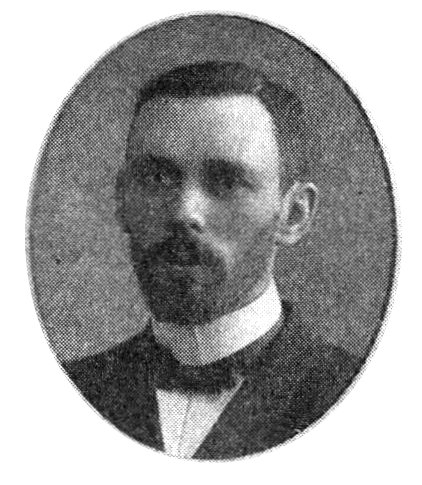
C.W. Oseen nel 1909, quando divenne professore all'Università di Uppsala.

Carl Wilhelm Oseen (Lund, 17 aprile 1879 – Uppsala, 7 novembre 1944) è stato un fisico svedese noto per le sue ricerche sulla meccanica dei fluidi.

## Carriera accademica
Oseen studiò presso l'Università di Lund, dove ottenne il dottorato di ricerca nel 1903. Dopo un primo periodo sempre all'Università di Lund, nel 1909 divenne professore di meccanica e fisica matematica presso l'Università di Uppsala. Nel 1933 assunse il ruolo di direttore dell'Istituto Nobel dell'Accademia reale svedese delle scienze. Fu membro di numerose società scientifiche svedesi, fra cui la regia società delle scienze di Uppsala (dal 1910), la già menzionata Accademia reale svedese delle scienze (dal 1921) e l'Accademia reale svedese di scienze ingegneristiche (dal 1934). A partire dal 1922 entrò a far parte del comitato per l'assegnazione del premio Nobel per la fisica, e fu fra coloro che proposero il nome di Albert Einstein per il premio Nobel 1921 (che fu però assegnato nel 1922).

## Ricerche
Oseen formulò le basi della teoria dell'elasticità dei cristalli liquidi (teoria dell'elasticità di Oseen), nonché le equazioni di Oseen per il moto di fluidi viscosi a piccoli numeri di Reynolds. Ha dato il suo nome al tensore di Oseen (importante nello studio dei flussi di Stokes) e, con Horace Lamb, al vortice di Lamb-Oseen. L'equazione di Basset-Boussinesq-Oseen (BBO) descrive il moto, e le forze che vi agiscono, di una particella che si muove in un flusso non stazionario a basso numeri di Reynolds.

## Opere
- (DE) C. W. Oseen, Neuere Methoden und Ergebnisse in der Hydrodynamik, Berlin, Akademie Verlag, 1927.
- C. W. Oseen, The theory of liquid crystals, in Transactions of the Faraday Society, vol. 29, n. 140, 1933,  pp. 883-885, DOI:10.1039/tf9332900883.